# Masdevallia lilacina
Masdevallia lilacina är en orkidéart som beskrevs av Willibald Königer. Masdevallia lilacina ingår i släktet Masdevallia och familjen orkidéer. Inga underarter finns listade i Catalogue of Life.